# Ilich Ramírez
Ilich Ramírez Sánchez (Caracas, 12 de octubre de 1949)  también conocido por el alias Carlos el Chacal, es un guerrillero y revolucionario venezolano, conocido por haber llevado a cabo una serie de asesinatos y atentados entre 1973 y 1985, siendo uno de los terroristas políticos más notorios de su época.
Protegido y apoyado por la Stasi y la KGB, tras varios atentados fallidos, el Chacal dirigió el asalto de 1975 a la sede de la Organización de Países Exportadores de Petróleo (OPEP) en Viena, durante el cual murieron tres personas. Él y otras cinco personas, exigieron un avión y volaron con varios rehenes a Libia. También fue miembro del Frente Popular para la Liberación de Palestina (FPLP) y, posteriormente, de un grupo propio. Durante muchos años fue uno de los fugitivos internacionales más buscados. 
Actualmente purga una condena de cadena perpetua en Francia por el homicidio de dos agentes de la DST (Direction de la Surveillance du Territoire). Si bien es considerado un terrorista por Francia, Israel y los Estados Unidos,[cita requerida] otros Estados tales como la antigua Libia gadafista, Argelia, Irán, Siria y Palestina lo consideran un héroe de la causa antisionista.
Su apodo, el Chacal, fue acuñado por el diario británico The Guardian después de que un corresponsal suyo informó que entre las pertenencias del fugitivo estaba un ejemplar de la novela de 1971, El día del Chacal, de Frederick Forsyth.

## Biografía

### Juventud
Ramírez proviene de una familia acaudalada de Caracas, hijo de José Altagracia Ramírez Navas, nacido en Michelena, Estado Táchira, militante activo del Partido Comunista de Venezuela (PCV), y de Elba María Sánchez, oriunda de San Cristóbal, Estado Táchira, quien fuera ama de casa. Los tres hijos de la familia fueron llamados Ilich, Vladimir y Lenin en honor al líder comunista de la Unión Soviética. Bajo estas convicciones políticas crecieron los hijos de la pudiente familia Ramírez Sánchez.
Luego de varias permanencias en Jamaica, México y Bogotá, Ilich se radica en Caracas con su padre en una urbanización obrera llamada Propatria. A principios de la década de los sesenta, estudió bachillerato en el Liceo 'Fermín Toro' de Caracas, donde se ubicó políticamente cercano a las juventudes comunistas del PCV, sin embargo, nunca militó en esta organización, ni participó en la lucha armada de Venezuela.  Posteriormente, ingresó a la Universidad Rusa de la Amistad de los Pueblos Patricio Lumumba, en Moscú.

### En la vía de la lucha armada
A principios de la década de los setenta, Ilich fue expulsado de Moscú por excesivos desórdenes en la Universidad Patrice Lumumba, motivados por la continua celebración de fiestas con mujeres y licor a la que estaba acostumbrado [cita requerida]. Se trasladó a Jordania donde logró, con base en los contactos realizados en Moscú, obtener un cupo para ingresar en un campo de entrenamiento en acciones militares, en el año de 1970. De inmediato es rescatado por su antiguo amigo Antonio Dages-Bouvier, quien en realidad era un exoficial de Inteligencia del Ejército libanés, de nombre Fouad Awad, quien lo vinculó al Frente Popular para la Liberación de Palestina (FPLP), en el Cuartel General del Líbano. Desde ese momento, Ilich pasa a formar parte de la red de agentes operativos de esta organización antisionista y se une a la lucha por la causa palestina. En julio de 1973, viaja a París para encargarse como jefe, del llamado Comando Boudia, organización de enlace del FPLP, con otros grupos prorrevolucionarios como Rote Armee Fraktion o las Células Revolucionarias de Alemania, el Ejército Rojo Japonés, etc. Esta actividad le llevó a desplazarse entre París y Londres, tras objetivos israelíes.
Su primera acción conocida es el intento de homicidio, el 30 de diciembre de 1973, de Joseph Edward Sieff, dueño de las tiendas Marks & Spencer y presidente de la Federación Sionista de Inglaterra. 
El primer gobierno de Carlos Andrés Pérez protegió a Ramírez de la Inteligencia británica durante su estadía en Londres, según declaró a El Nacional el diplomático Elías Casado, quien fue cónsul de Venezuela en Londres. Estas órdenes le llegaron a través de varias llamadas de la directora de la secretaría privada de la presidencia, Gladys Vázquez, y de Cecilia Matos, amante de Pérez, pidiendo velar por Carlos.
En junio de 1974, quedó bajo las órdenes del libanés Michal Moukharbal, quien dirigía directamente las células armadas de George Habash, fundador del FPLP. El 3 de agosto de 1974, el comando colocó tres coches bomba en las redacciones de varios periódicos parisinos. En septiembre de ese mismo año, Ilich organiza un asalto y toma de rehenes en la embajada de Francia en La Haya, Países Bajos, acción que finalmente fue desarrollada por tres militantes japoneses.

### El incidente de la Rue Toulliers
El 27 de junio de 1975, Ramírez se encontraba compartiendo con varios estudiantes sudamericanos un apartamento de la Rue Toulliers, bajo el nombre falso de «Carlos Martínez», de nacionalidad peruana, cuando un grupo de policías franceses, de la DST (Direction de Surveillance de Territoire) que estaba investigando una red criminal de árabes, detuvo e interrogó a Moukharbal, quien los convenció de que el jefe de la red era Ilich Ramírez y prometió llevarlos al apartamento donde se guardaban armas de la organización.  Tres funcionarios de la DST se trasladaron con el libanés hasta el apartamento para verificar si el supuesto peruano de nombre Carlos estaba en ese lugar. El grupo donde se encontraba Ramírez departía en el apartamento tocando cuatro, instrumento tradicional venezolano, e ingiriendo licor. Una vez adentro, Moukhabal acusó a Ramírez de ser portador de un maletín de armas y papeles del FPLP. De inmediato, Ilich desenfundó una pistola y disparó, ocasionando la muerte a dos de los policías y al libanés y quedando el tercer policía herido de gravedad. Por este triple homicidio fue condenado a cadena perpetua por el Tribunal de París, el 24 de diciembre de 1997.

### Nace «Carlos»
Tras este suceso, desapareció en Yemen del Sur, donde el Comando Boudia se reorganiza hasta la incursión en la sede oficial de la Organización de Países Exportadores de Petróleo (OPEP) en Viena el 21 de diciembre de 1975, hecho que le dio repercusión mundial. Ilich Ramírez lideró el comando de asalto, secundado por Hans-Joachim Klein y Gabriele Krocher Tiedemann. Tomaron a 42 rehenes, incluyendo a todos los ministros de petróleo de los países miembros, entre ellos su compatriota Valentín Hernández Acosta. El secuestro terminó al día siguiente con el viaje de los secuestradores y rehenes a Argelia. Por muchos años estuvo entre los fugitivos más buscados a nivel internacional. En la actualidad cumple cadena perpetua en la prisión de La Santé de París por el asesinato de los dos agentes franceses del DST —contraespionaje— y de un presunto informante. Su captura se fecha a 15 de agosto de 1994, en Jartum, Sudán.
Ramírez se dio el nombre de guerra de «Carlos» —«Carlos Martínez Torres» de pasaporte— cuando se hizo miembro del FPLP. Más tarde el periódico británico The Guardian le asignaría el apodo «el Chacal», después de que fuera encontrado entre sus pertenencias un ejemplar de la novela El día del Chacal, de Frederick Forsyth.

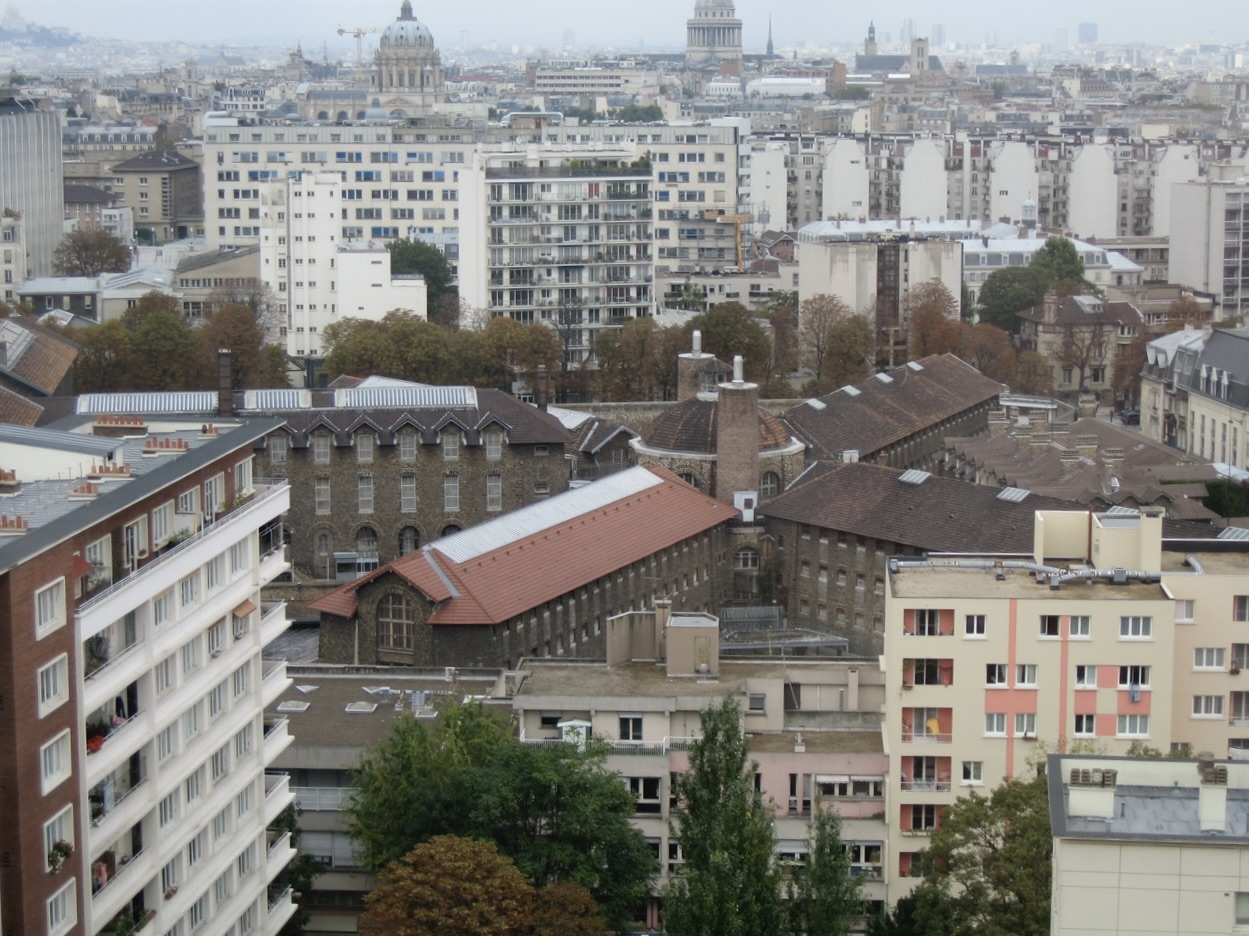
Carlos estuvo encarcelado en la cárcel La Santé en París (centro).

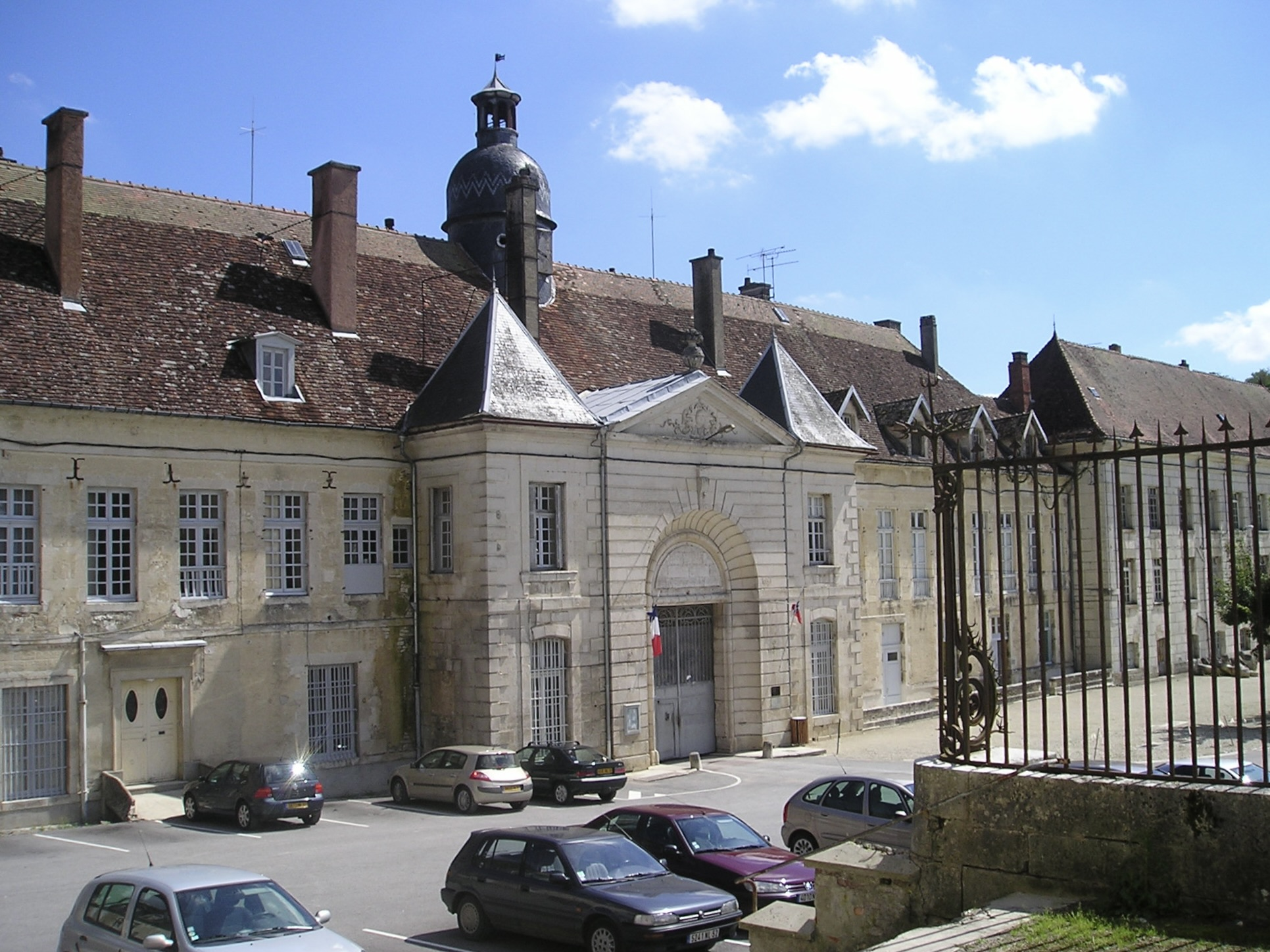
Carlos estuvo preso en la Cárcel Clairvaux.

Tras la operación, Ilich reorganiza las fuerzas de su organización fusionándola con la de Johannes Weinrich, líder fundador de las Células Revolucionarias de Alemania, organización que aunque estaba parcialmente desmantelada, aún conservaba enlaces con la República Democrática de Alemania, a través de su organización de inteligencia, la Stasi. Gracias a estas relaciones, Ilich Ramírez logró obtener fondos para financiar su red y estrechar lazos con países como Irak, Libia, Rumanía y Siria. En esta nueva etapa de la organización, Ilich se relaciona sentimentalmente con Magdalena Kopp, exmilitante de Baader-Meinhof y entonces encargada de la falsificación de documentos en las Células Revolucionarias, y que hasta ese momento era pareja de Weinrich.

### Captura
La madrugada del 15 de agosto de 1994, Ilich Ramírez fue secuestrado en Jartum, capital de la República de Sudán, por su propia escolta armada, que lo trasladó a un aeropuerto privado y lo entregó a miembros encubiertos de la policía francesa, quienes perpetraron el secuestro, sacándolo del territorio sudanés por la fuerza y violando todo derecho internacional.[cita requerida]  En un primer momento no se identificaron ante el apresado. Lo redujeron por la fuerza con el consentimiento del Gobierno de Sudán, lo montaron en un avión y lo trasladaron a Francia. 
Ramírez Sánchez está encarcelado en la Maison centrale de Poissy. Anteriormente estuvo preso en la Prisión de Clairvaux y en la Prisión de La Santé de París.
En el año 1997, Ramírez Sánchez fue condenado a cadena perpetua por los homicidios de dos policías franceses y un ciudadano civil árabe, ocurridos en 1975.
Se sabe que el presidente Hugo Chávez tuvo una correspondencia esporádica con el terrorista Carlos. Chávez respondió, con una carta en la que se dirige a Carlos como un «distinguido compatriota».El 1 de junio de 2006, Chávez se refirió a él como su «buen amigo» durante una reunión de países de la OPEP celebrada en Caracas.
El 20 de noviembre de 2009, Chávez defendió públicamente a Carlos, diciendo que «se le considera erróneamente como un tipo malo y debe ser elogiado como un luchador revolucionario clave». Francia convocó al embajador venezolano y exigió una explicación. Chávez, sin embargo, se negó a retractarse de sus comentarios.
El 19 de mayo de 2010 se estrenó en el Festival de Cannes la película Carlos ante el rechazo rotundo del protagonista, criticando la manipulación de su personaje.
Ramírez Sánchez señaló al ministro francés Charles Pasqua de ser el responsable directo de haber «comprado» al Gobierno de Sudán para su detención. Dos semanas antes de un nuevo proceso, hace una huelga de hambre después de ser colocado en una celda de aislamiento en La Santé.
El 7 de noviembre de 2011, se inició un nuevo juicio contra Ramírez, donde fue acusado de la muerte de once personas y cerca de 150 heridos, además de cuantiosos daños materiales entre 1982 y 1983, en territorio francés.  En esta nueva oportunidad, fue juzgado por cuatro atentados perpetrados por el Grupo Carlos, a su mando: el estallido de una bomba en un tren que cubría la ruta Toulouse-París, el 29 de marzo de 1982 —cinco muertos—; la explosión de un coche bomba frente a la sede de la revista Al Watan Al Arabi, en París el 22 de abril de 1982 —un muerto—; un ataque contra la estación ferroviaria Saint Charles en Marsella —dos muertos— y contra el tren de alta velocidad a Tain —tres muertos—, ambos hechos realizados el 31 de diciembre de 1983. Junto a Carlos fueron juzgados otros tres miembros de su grupo: Kamal al Issawi alias «Alí», y los alemanes Christa Margot Frohlich quien escapó de Francia y se encuentra bajo resguardo de la justicia alemana y Johannes Weinrich quien cumple sentencia de cadena perpetua en su país natal. Al juicio asistieron 51 querellantes civiles, 23 testigos y cuatro expertos. Luego de escuchar las deliberaciones e informes de testigos, Ramírez fue sentenciado la noche del jueves 15 de diciembre de 2011, a la pena de cadena perpetua con un plazo mínimo de 18 años en prisión para poder solicitar cualquier beneficio procesal; la alemana Christa Frohlich resultó absuelta.

### Juicio adicional
Luego de esta sentencia, Ilich Ramírez apeló en primera instancia logrando que la Corte Suprema de Francia ordenara un nuevo juicio, el cual se realizó entre el 13 de mayo y el 26 de junio de 2013. Igualmente la Fiscalía francesa apeló para llevar a juicio nuevamente a Christa Margot Frohlich, sobre quien pesó a partir de ese momento una orden de captura internacional, quedando solicitada debido a su negativa a presentarse al juicio. En mayo de 2013, se inició un nuevo proceso, en el cual a Christa Frohlich se le solicitó una pena de 20 años de presidio. Carlos, ante el tribunal, reivindicó «1500 muertos, 80 de ellos con sus propias manos», negó, en cambio, toda implicación en esos cuatro atentados, que causaron once muertos y cerca de 150 heridos en París, en dos trenes París-Toulouse y Marsella-París y en una estación ferroviaria de Marsella. La Fiscalía francesa hizo notar que Carlos «seguía siendo el mismo de cuando había ordenado los atentados», para establecer que no había arrepentimiento alguno en sus actos.
El 26 de junio de 2013, el tribunal especial de apelación de París confirmó a Ilich Ramírez la sentencia a cadena perpetua, con un mínimo de tiempo de 18 años a partir de la sentencia, para cualquier revisión de la medida. Frohlich fue absuelta nuevamente. El 16 de septiembre de 2014, la condena a perpetuidad por terrorismo en Francia de Ilich Ramírez, quedó definitivamente confirmada tras el rechazo de un recurso de casación ante el tribunal de París. En octubre de 2016, Ilich Ramírez fue convocado a un juicio para marzo de 2017 por un atentado que ocurrió en París, en 1974. Tras dos días de juicio, el 23 de septiembre de 2021 es sentenciado en Francia a su tercera cadena perpetua. Al conocer la pena, Ilich Ramírez respondió: «Muchas gracias».

## Vida personal
Ilich Ramírez es primo de Rafael Ramírez Carreño, quien fue ministro de Hugo Chávez y Nicolás Maduro en Venezuela.

## En la cultura popular

### Cine
- En la película True Lies —Mentiras arriesgadas en España, Mentiras verdaderas en Hispanoamérica— (1994) es mencionado en varias ocasiones.
- Inspiró la película de espionaje Caza al terrorista (1997) dirigida por Christian Duguay y protagonizada por Aidan Quinn.
- Carlos (2010), protagonizada por el actor venezolano Édgar Ramírez y dirigida por Olivier Assayas.